# Boulos Massad z Ashkout
Boulos Massad z Ashkout (ur. 16 lutego 1806, zm. 18 kwietnia 1890) – duchowny katolicki kościoła maronickiego, w latach 1854–1890 70. patriarcha tego kościoła - "maronicki patriarcha Antiochii i całego Wschodu".